# Elias Gottlob Haussmann
Elias Gottlob Haussmann est un peintre et portraitiste allemand de la période baroque tardif né à Gera le 18 mars 1695 et décédé à Leipzig le 11 avril 1774. Il est surtout connu pour avoir réalisé, en 1746, un portrait de Johann Sebastian Bach tenant son Canon triplex à 6 voix BWV 1076.

## Biographie
Il était le fils de Elias Haußmann (1663-1733), peintre officiel des princes du landgraviat de Hesse-Darmstadt, une des multiples principautés constitutives du Saint-Empire romain germanique. En 1711, on trouve une première mention de lui par le landgrave Ernst Ludwig de Hesse-Darmstadt qui parle du « fils du peintre de la cour ». Cette recommandation lui permet de se rendre à Lugano, où il rencontre le portraitiste Francesco Carlo Rusca (en) qui l'adopte comme étudiant. À cette époque, Haussmann fréquente Ádám Mányoki, le peintre de la cour de Dresde qui lui procure une recommandation favorable. En 1720, il devient le peintre officiel de Leipzig, mais un différend avec la Malerinnung, la guilde professionnelle, lui fait abandonner ce poste en 1722. Il ne veut pas se plier aux us et coutumes que cette corporation souhaite imposer à la profession. Manyoki lui retire alors sa recommandation. Ces événements n’empêchent pas Auguste II le Fort, prince électeur de la cour de Dresde, de le nommer peintre officiel en 1723. Il revient à Leipzig en 1725 et y restera jusqu'à sa mort. C'est alors un peintre très en vue, mais son importance décroît à partir de 1760 au profit de Anton Graff et Ernst Gottlob. Il fut un temps apprécié des notables du clergé de l'église réformée.
Le Musée Historique de la ville de Leipzig propose nombre de ses réalisations, des portraits de notables locaux ou de passage. Sa peinture se signale par un souci du détail et une expressivité des visages peu fréquente à l'époque.